# Song Chong-gug
Song Chong-gug (kor. 송종국) (ur. 20 lutego 1979 w Pusan), koreański piłkarz występujący na pozycji obrońcy, reprezentant Korei.